# Acer lesquereuxi
Acer lesquereuxi é uma espécie de árvore do gênero Acer, pertencente à família Aceraceae.